# Zatorek
Zatorek – jezioro na wyspie Wolin w gminie Wolin, w powiecie kamieńskim, w woj. zachodniopomorskim.
Jezioro położone jest we wschodniej Wisełce, na obrzeżu Wolińskiego Parku Narodowego, po południowej stronie drogi wojewódzkiej nr 102, 1 km na zachód od pola golfowego w Kołczewie.
Jezioro ma powierzchnię 9,23 ha i stanowi własność Lasów Państwowych, w większości położone w lesie, z wyjątkiem południowo-zachodniego krańca. W północnej części wyspa. W jeziorze i jego strefie przybrzeżnej występują liczne ciekawe gatunki flory i fauny. Można tu spotkać takie rośliny jak: grzybienie białe, grążel żółty, rogatek sztywny, żabiściek pływający; ptaki: łabędź niemy, puszczyk, kaczka krzyżówka, łyska, trzciniak oraz ryby: szczupak, lin, karaś, karaś, okoń, płoć, karp, leszcz i wzdręga.
Dopuszcza się sportowy połów ryb, z brzegu lub specjalnie do tego celu przeznaczonych pomostów, pod warunkiem wykupienia zezwolenia. Jezioro otoczone jest lasem liściastym.
Na południowo-zachodnim skraju jeziora kempingi, na północno-wschodnim parking i początek szlaku spacerowego do latarni morskiej Kikut.
- Ścieżka dydaktyczna „Zatorek”, dł. 3,25 km, 16 przystanków z tablicami poglądowymi, wieża widokowa

Około 1,2 km na wschód leśniczówka Kołczewo.